# Pflastermosaike in Freiburg

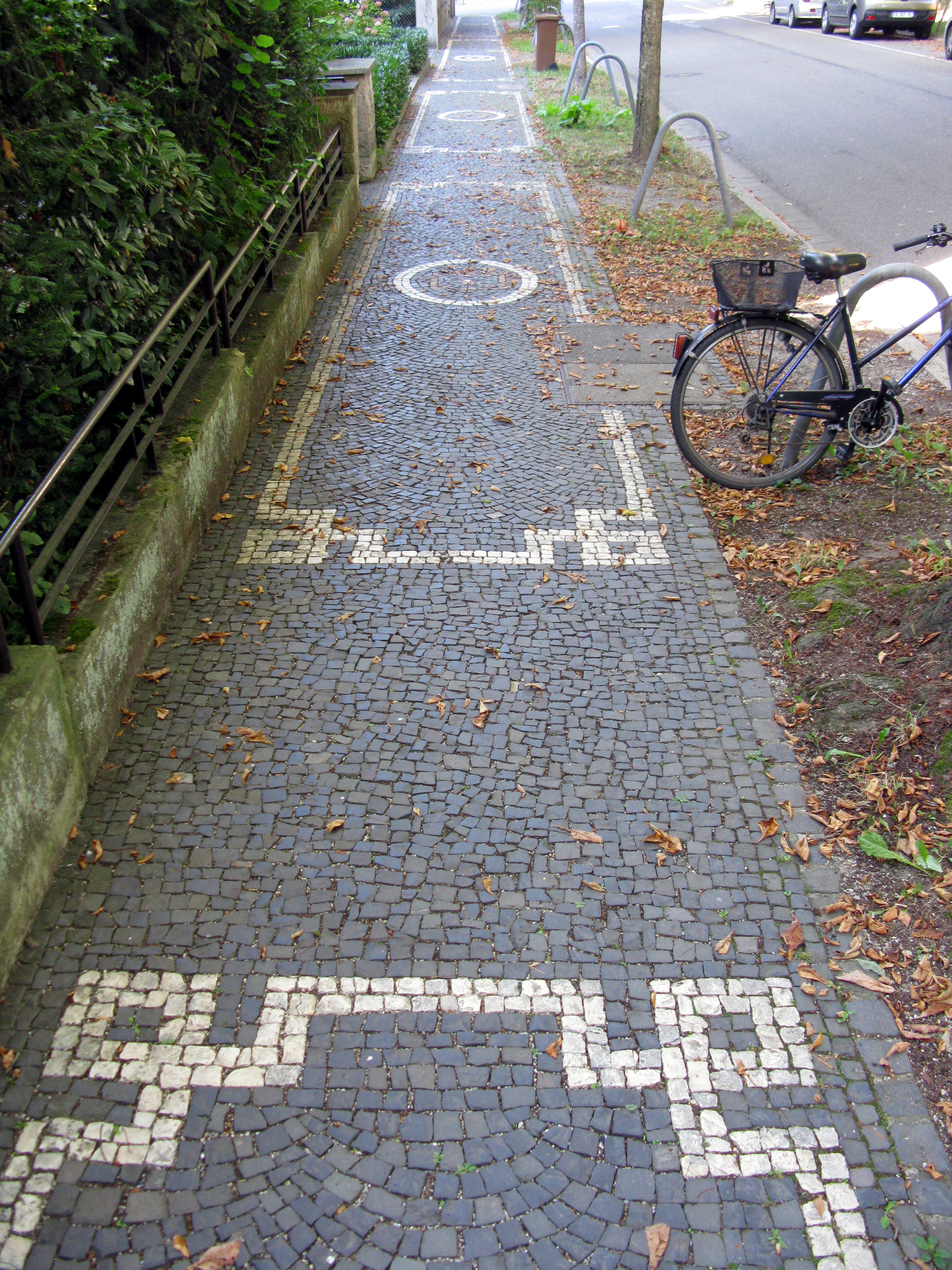
Pflasterung der Mozartstraße in Freiburg

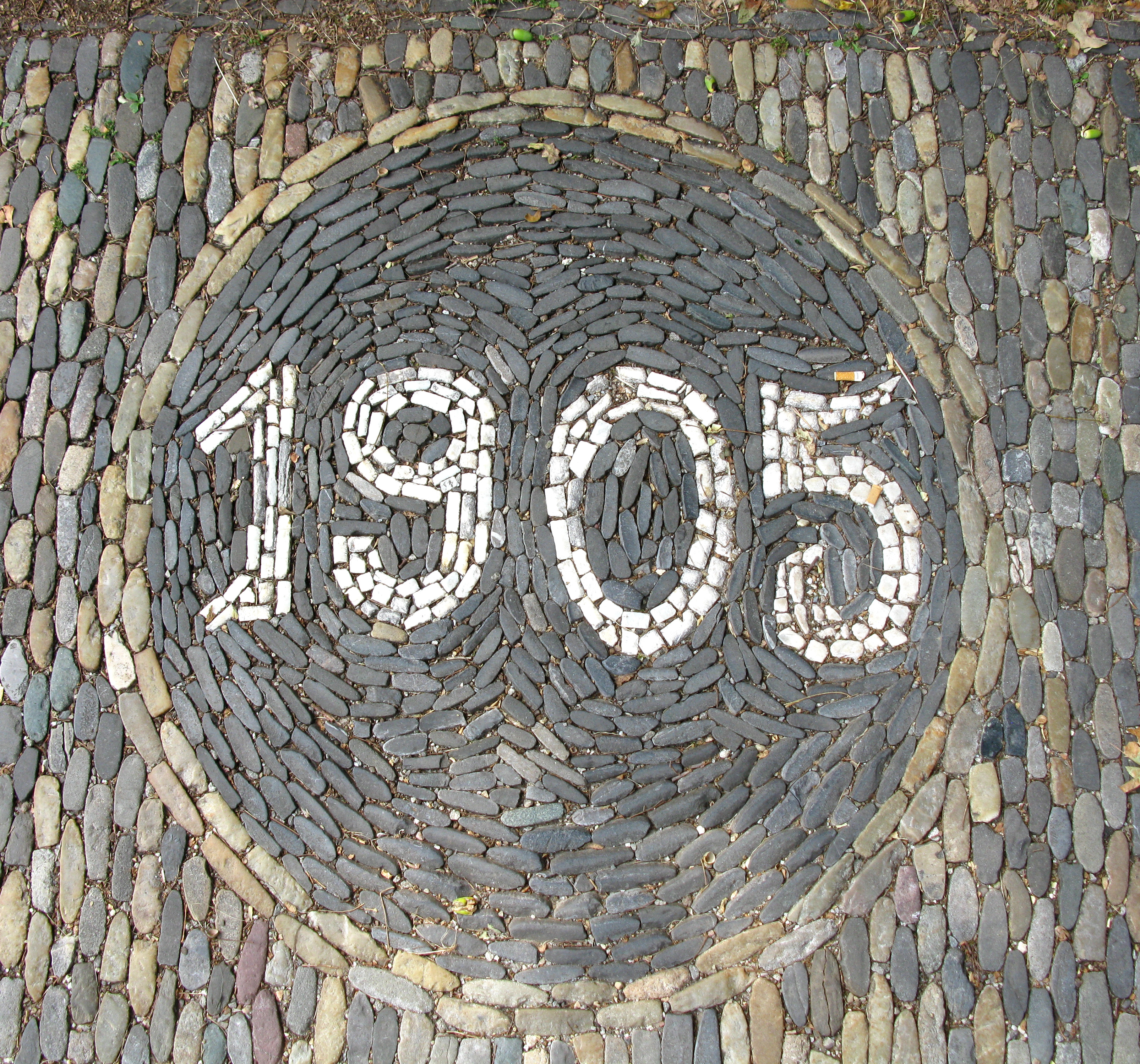
Pflasterung von 1905 in der Günterstalstraße in Freiburg

Bei den Pflastermosaiken handelt es sich um Verzierungen gepflasterter Flächen in mehreren Stadtteilen von Freiburg im Breisgau.

## Geschichte
Die Anfänge der Pflastermosaike werden dem Pflasterermeister Alois Krems zugeschrieben, der 1858 in der Konviktstraße Nr. 760 wohnte. Angeregt wurde er durch die Flusskieselpflasterungen in Südfrankreich, die er dort auf seinen Lehr- und Wanderjahren gesehen hatte. Hinzu kam, dass in Freiburg Ende des 19. Jahrhunderts die Straßen erneuert wurden und die Bächle von der Mitte der Fahrbahn an den Rand verlegt wurden. Viele Gehwege im Holbeinviertel der Wiehre, in Herdern und der Neuburg (z. B. Mozartstraße) wurden mit Basaltsteinen, durchzogen von Mustern aus weißem Marmor gepflastert und bisweilen mit der Jahreszahl der Entstehung versehen.
In der Wiehre wurden 1901 die Gehwege in der Reichsgrafenstraße ⊙ und der Dreikönigstraße ⊙ sowie 1905 die Gehwege in der Günterstalstraße ⊙ und 1907 in der angrenzenden Schwaighofstraße ⊙ gepflastert, in Herdern 1906 am Ludwig-Aschoff-Platz ⊙ und 1916 in der Jacobistraße ⊙. In der Neuburg wurde 1914 die Hermann-Herder-Straße vor dem St. Josefskrankenhaus ⊙ gepflastert. 1911 pflasterte man in der Altstadt den Rathausplatz ⊙. Alle Pflasterungen sind heute noch zu sehen. Durch den Zweiten Weltkrieg wurden die Pflasterungsarbeiten unterbrochen und bei dem Bombenangriff am 27. November 1944 wurden nicht nur Häuser, sondern auch 38 km Straßen und Gehwege zerstört.
Als in den 1970er Jahren die Altstadt zur Fußgängerzone umgewandelt wurde, bekam die Pflastertradition neuen Auftrieb. Die Gehwege der Kaiser-Joseph-Straße wurden beispielsweise mit rotem Porphyr gestaltet, verziert mit Bändern aus Rheinkieseln und weißem Marmor. Der Münsterplatz wurde komplett mit Rheinwacken gepflastert. Die tägliche Reinigung nach dem Markt durch Kehrmaschinen höhlte die Fugen aus, so dass von Zeit zu Zeit diese durch neuen Quarzsand aufgefüllt werden müssen. Deswegen findet die maschinelle Reinigung nur noch viermal im Jahr statt und die Marktbeschicker müssen ihren Müll wieder mitnehmen. Als Pilotprojekt für eine barrierefreie Stadt wurde 2012 ein Streifen, der zum Hauptportal des Münsters führt besonders geglättet, um Menschen mit Rollstuhl und Rollator einen bequemeren Zugang zu ermöglichen. Inzwischen wurden auch auf dem Rathausplatz Wege mit geglätteten Steinen angelegt sowie eine weiße Linie für Sehbehinderte am Bächlerand gepflastert.
Am Beginn der Habsburgerstraße ⊙ kennzeichnet ein Pflastermosaik den Verlauf des 48. Breitengrades.

## Herkunft der Steine
Die runden Mosaike und die Zierbänder, bisweilen ganze Gassen in der Altstadt, werden vor allem mit bunten Rheinkieseln besetzt. Früher wurden sie bei Niedrigwasser in den Rheinauen bei Breisach gewonnen. Heute ist es schwieriger geworden, weil ihr Bestand abgenommen hat. Gelegentlich werden neue Kiesel aus den Kiesgruben im Rheintal erworben. Da manches Pflaster durch eine Asphaltdecke ersetzt wurde, werden diese Steine auf dem Bauhof gelagert und erneut verwendet. Die anderen Steine wie Porphyr, Granit, Basalt und Marmor wurden früher aus Europa, heute aus Kostengründen auch aus der ganzen Welt bezogen. Vereinzelt werden für Details auch Kunststeine verwendet.

## Bearbeitung

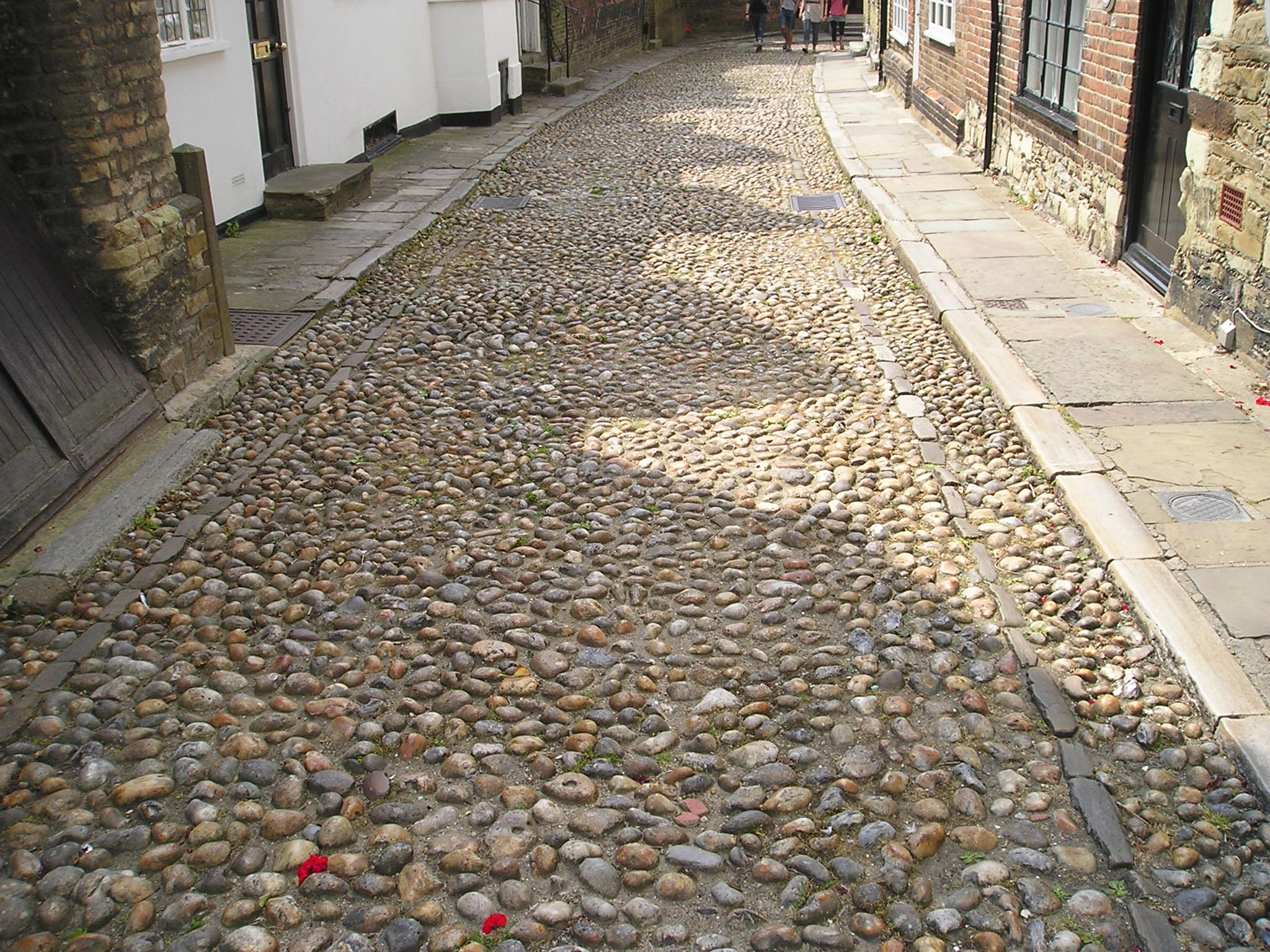
Rundes Kieselpflaster in Rye (Südengland)

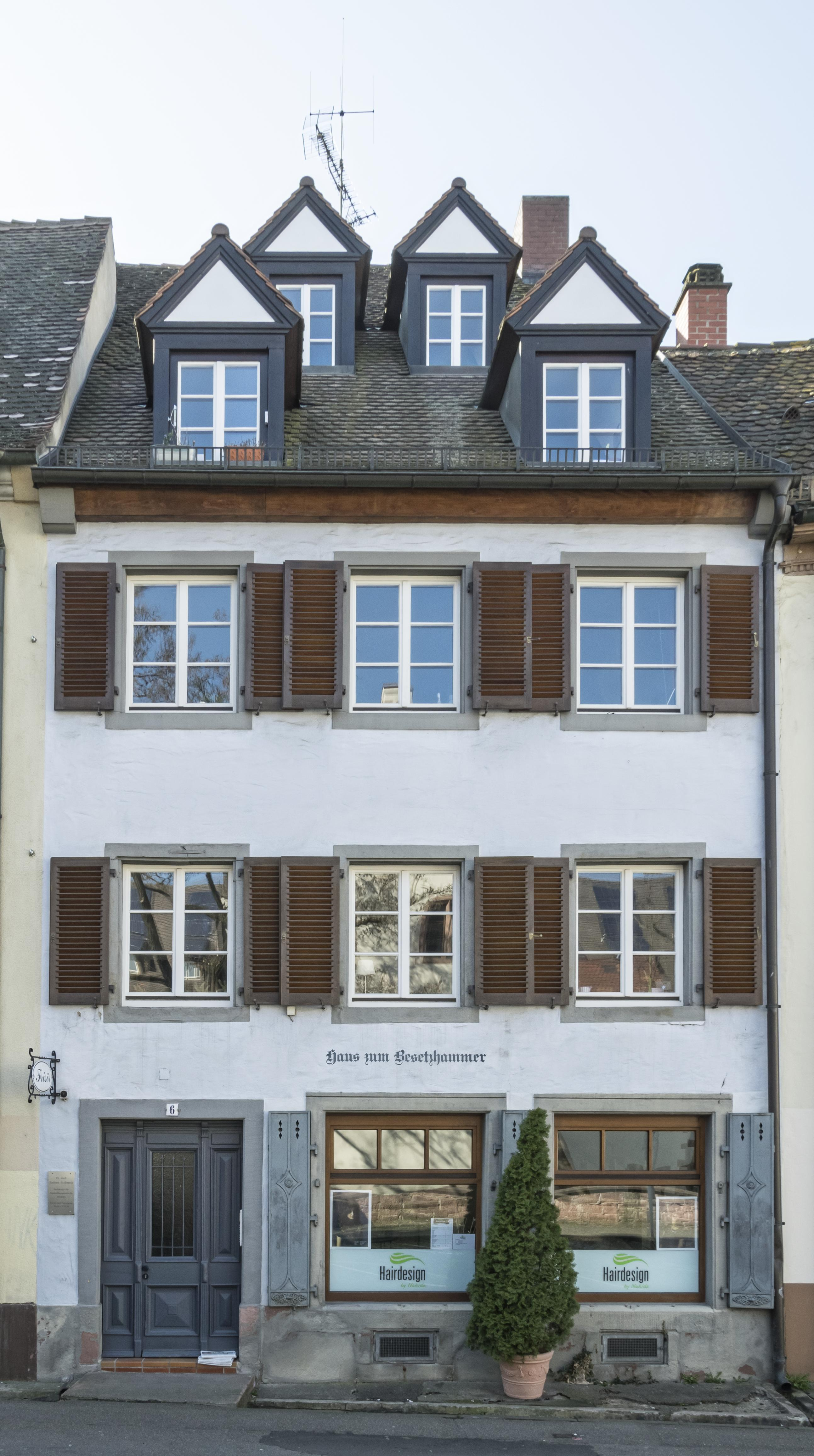
Haus zum Besetzhammer in der Turmstraße

Die flachen, ellipsenförmigen Kiesel werden entweder maschinell gesägt und in einem Trommelmischer bewegt, um die Kanten abzurunden, oder sie werden von Hand gespalten und an der Unterseite begradigt, um die Standfestigkeit zu verbessern. So erhalten sie eine Länge von 6 bis 12 cm und eine Breite von 2 bis 3 cm. Die Tiefe muss mindestens 2/3 der jeweiligen Gesamtlänge betragen. Mit der glatten Seite nach oben werden sie in den Untergrund gesetzt. Dadurch entsteht eine glattere Oberfläche, als wenn sie unbehauen verlegt würden, wie in Rye (siehe Foto). Die großen Rheinwacken werden maschinell bearbeitet. Zumeist werden die Steine im Sand, manchmal, wie auf der Kaiser-Joseph-Straße auch im Mörtel verlegt. Mit einem Besetzhammer werden die Steine angedrückt, die Fläche wird „besetzt“. In der Turmstraße zeugt das Haus zum Besetzhammer von diesem Werkzeug.
Die runden Mosaike oder auch Wappen werden bei größerem Arbeitsaufwand seit Mitte der 1970er Jahre mittels Schablone nicht mehr direkt in den Sand gesetzt, sondern mit Mörtel in Stahlpfannen. So können sie auf dem Bauhof vorbereitet werden und müssen bei Straßenbauarbeiten nicht mehr zerstört werden. Solch eine Pfanne wiegt komplett ca. 400 kg. Die Freiburger Partnerstädte erhielten auch solche Pfannen mit dem Mosaik des Freiburger Wappens als Geschenk. Es werden auch Auftragsarbeiten z. B. für Gemeinden im Umland ausgeführt. Manche werden meist von Geschäftsinhabern bei der Stadt in Auftrag gegeben. Sie kosteten 2018 in einfacher Ausführung 3.000 Euro.

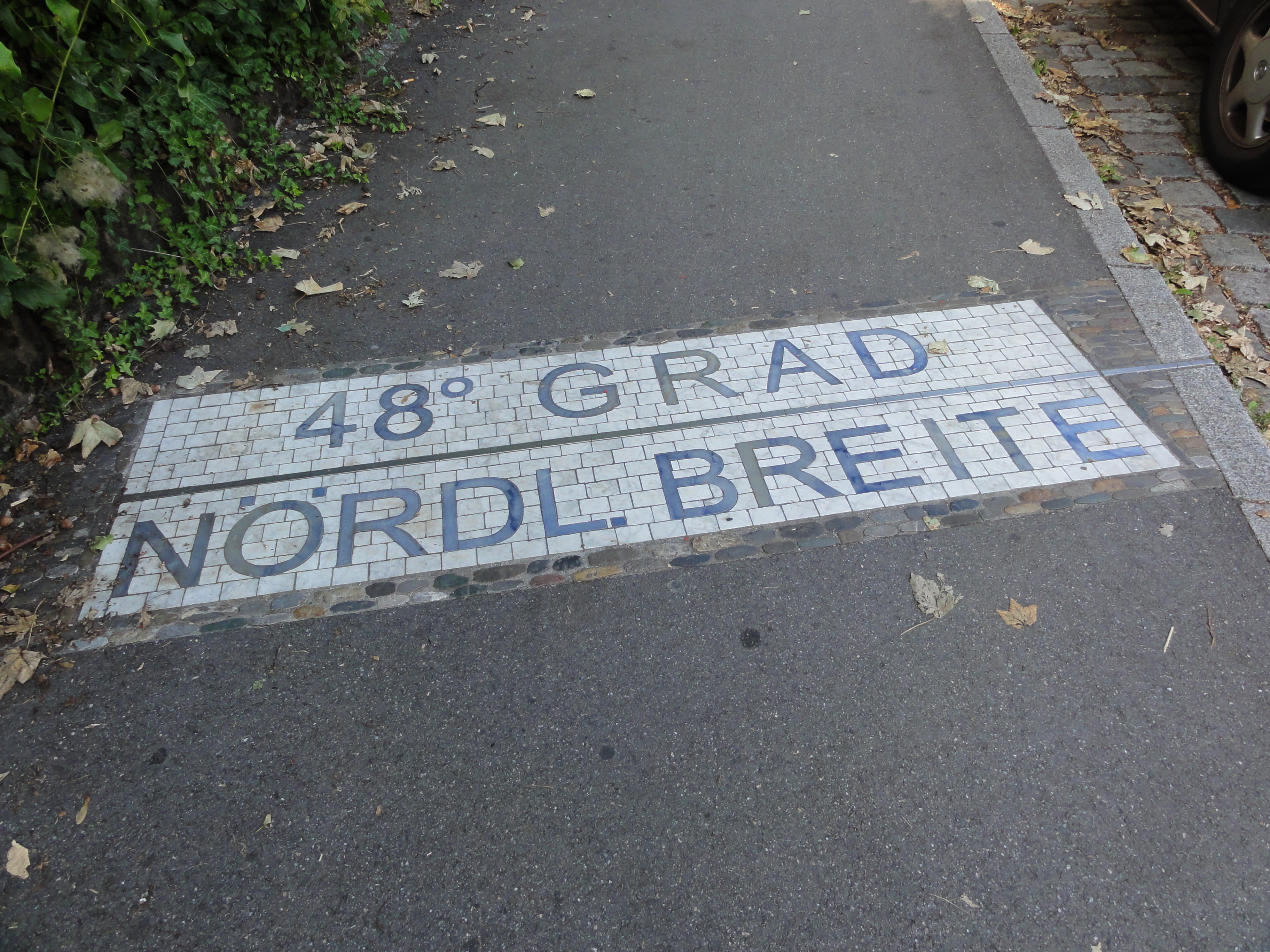
Verlauf des 48. Breitengrades als Pflastermosaik in der Habsburgerstraße.
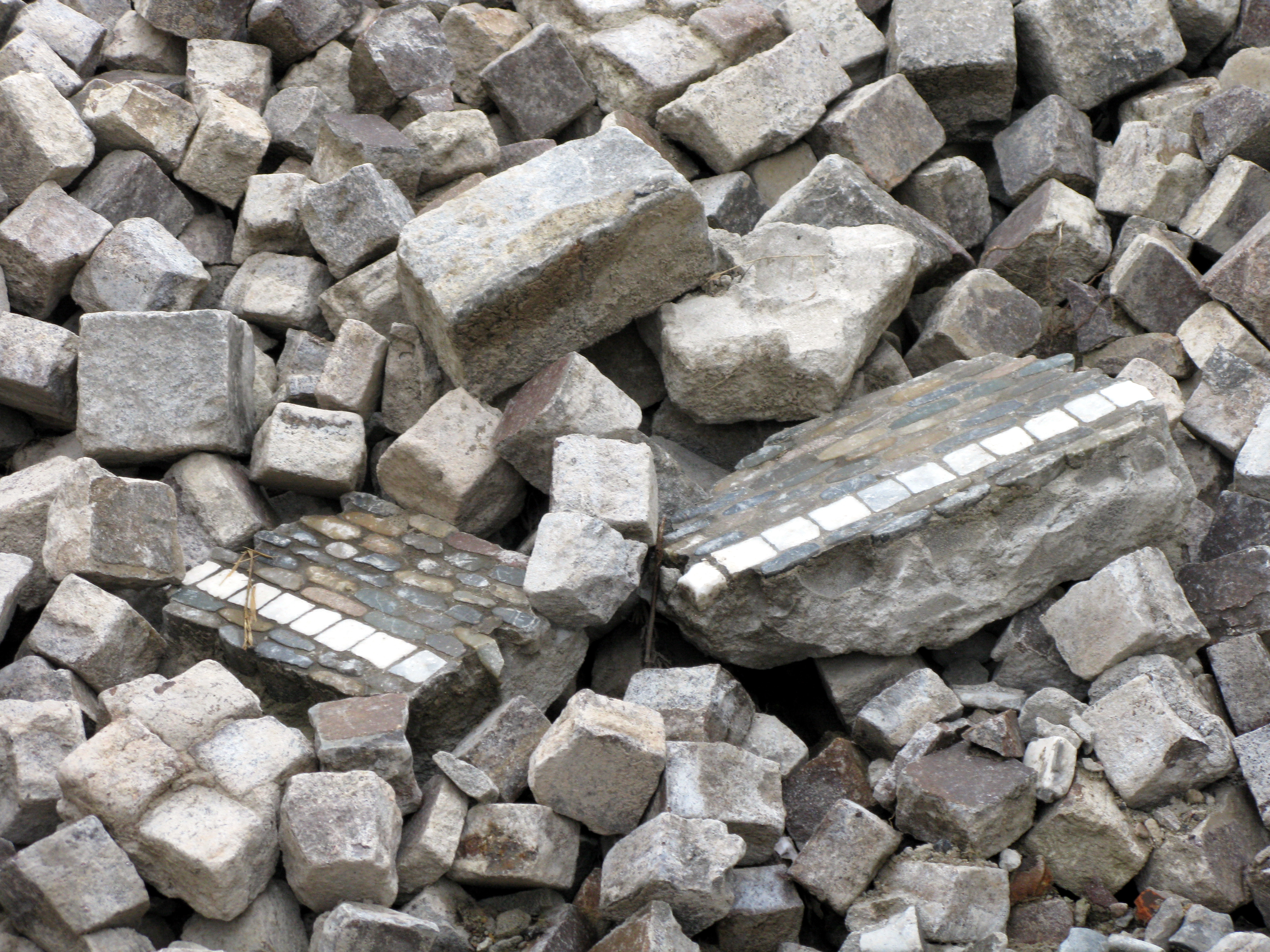
Entfernte Pflastersteine, die wieder verwendet werden
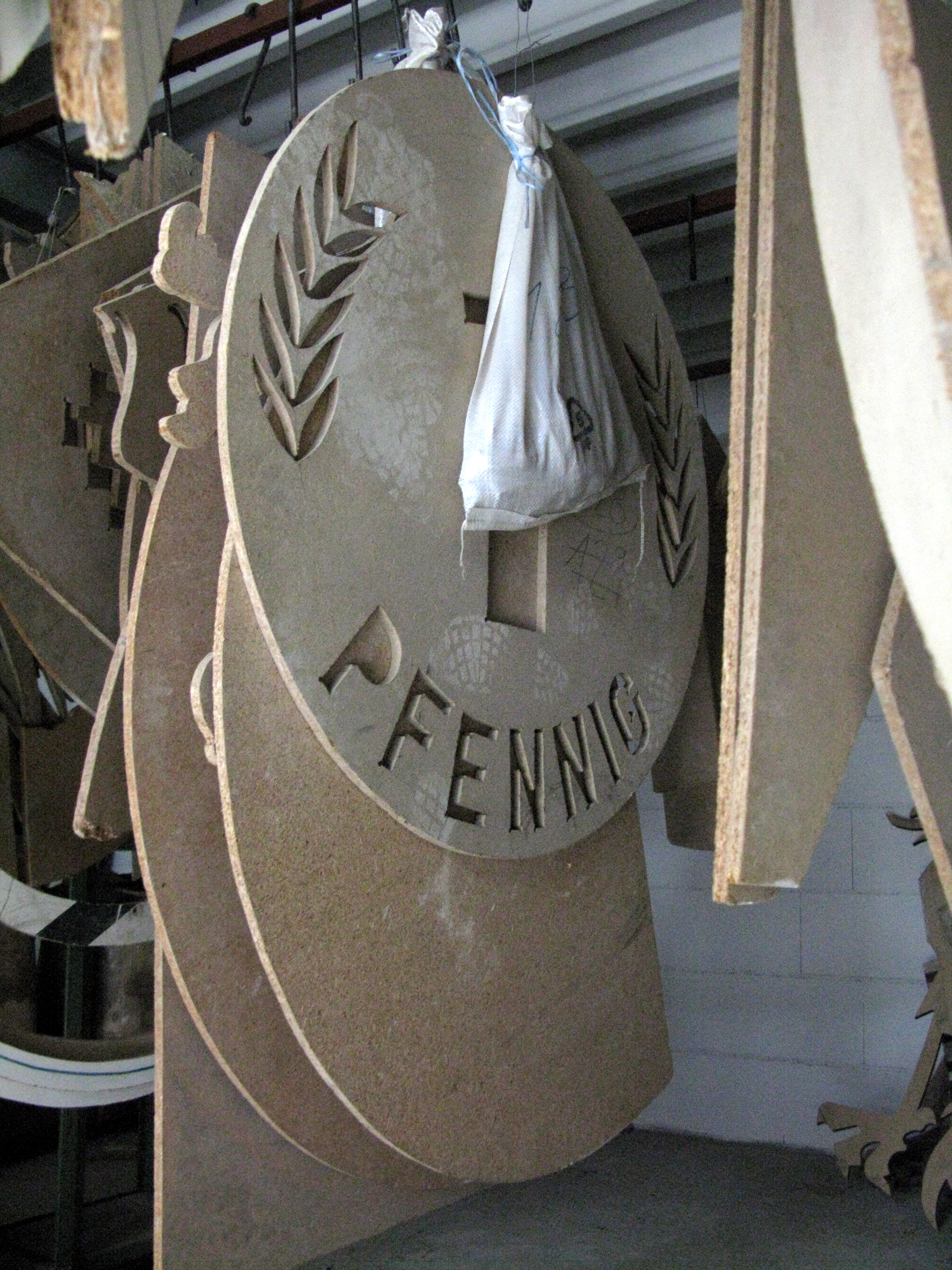
Schablonen
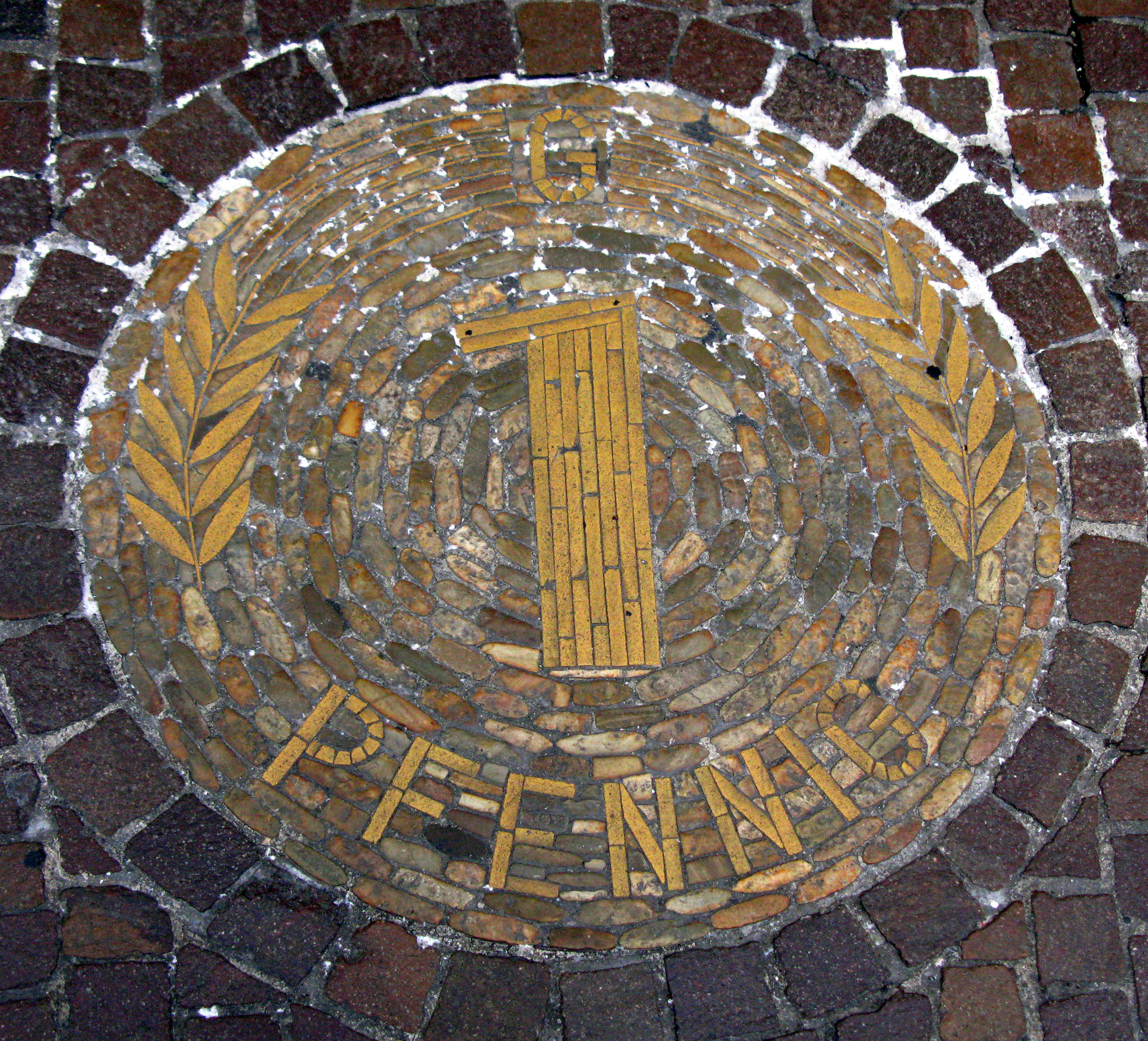
Passendes Mosaik zur Pfennig-Schablone
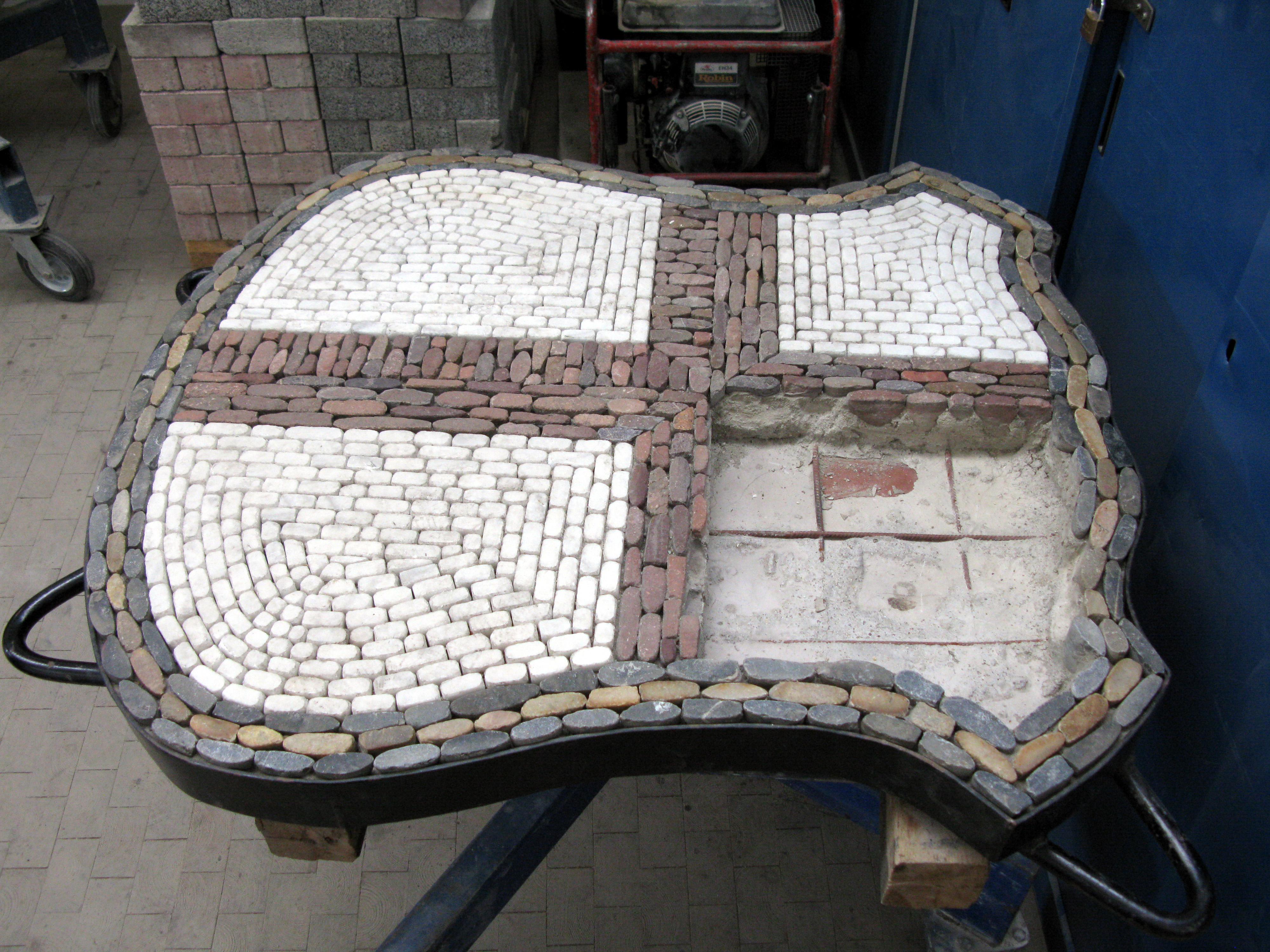
Freiburger Stadtwappen als Pflastermosaik in Eisenpfanne